# Carles Cuadrat
Carles Cuadrat Xiqués (Barcelona, 28 de outubro de 1968) é um ex-jogador espanhol de futebol e atualmente é técnico assistente na seleção das Filipinas. Como jogador, Cuadrat atuou nas categorias de base do FC Barcelona e da seleçao espanhola.

## Carreira como jogador
Cuadrat foi formado nas categorias de base do Barcelona e chegou a disputar algums amistosos pelo time principal. É um dos poucos jogadores que passou por todas as equipes inferiores do clube catalão, ao qual chegou em 1978, aos 10 anos. Disputou dois amistosos no estádio Camp Nou em 1988 pelo time principal, então treinado por Luis Aragonés e que tinha no elenco jogadores como Bernd Schuster e Gary Lineker.  
Fez parte do time que ganhou a Copa do Rei Juvenil em 1986 e 1987, onde também estavam nomes como Guillermo Amor, Albert Ferrer, Tito Vilanova e Cristóbal Parralo.
Cuadrat também defendeu times de base da seleção espanhola, sendo o jogador de sua geração com mais partidas disputadas. Esteve no elenco que ficou em 3º lugar no Campeonato Europeu sub-16 em 1985. 
Como profissional, Cuadrat jogou por Barcelona B, Sabadell e Gavà, na Segunda Divisão e na Segunda Divisão B da Espanha, até se aposentar, aos 30 anos, devido a uma lesão no joelho. 

## Carreira como técnico
Após pendurar as chuteiras, Cuadrat começou a trabalhar como preparador físico nas categorias de base do Barcelona.
Em 2009, foi integrado à comissão técnica do ex-jogador e técnico holandês Frank Rijkaard, como preparador físico do Galatasaray, da Turquia. Também fez parte da comissão de Rijkaard na seleção da Arábia Saudita entre 2011 e 2013.
Em 2014, quando Albert Roca - assistente de Rijkaard em Barcelona, Galatasaray e Arábia Saudita - iniciou sua carreira como técnico principal na seleção de El Salvador, Cuadrat foi seu assistente. 
Em 2016, a dupla Roca-Cuadrat trocou de continente e foi treinar o Bengaluru FC, da Superliga indiana. Com os técnicos catalães, naquele mesmo ano, o time tornou-se o primeiro da Índia a disputar uma final continental na Ásia, a Copa da AFC, contra o Al-Quwa Al-Jawiya, do Iraque.
Nos dois primeiros anos no Bengaluru, o time indiano ganhou a Copa da Federação (2017)  e a Supercopa da Índia (2018),  e foi vice da Superliga, perdendo na final 3-2 contra o Chennaiyin. 
Com a saída voluntária de Albert Roca ao término da temporada 2017-18, o Bengaluru oficializou Cuadrat como técnico principal.  Com ele, os 'blues' terminaram invictos o primeiro turno da Superliga, com 61% de vitórias - o melhor patamar da história do clube. O Bengaluru encerrou a fase regular da competição na liderança e chegou à final, eliminando o Northeast United por 4 a 2 nas semifinais.
Na decisão, disputada em 17 de março de 2019 em Mumbai, o Bengaluru, comandado por Cuadrat, ganhou pela primeira vez o título da Superliga da Índia, derrotando o FC Goa por 1 a 0. O Bengaluru concluiu a temporada sem perder em casa, um registro inédito na história do clube. 
Na temporada 2019-20, Cuadrat liderou novamente o Bengaluru na disputa dos playoffs da Superliga pelo terceiro ano consecutivo , após encerrar a fase regular na 3ª posição. 
Com a classificação para a fase final, o Bengaluru continua a ser o único time da Superliga indiana a disputar todas as edições dos playoffs desde que entrou na Superliga. A equipe também é, ao lado do ATK, a única campeã vigente a chegar às semifinais um ano após conquistar o título.
Nas semifinais da edição 2019-2020, o Bengaluru foi derrotado pelo ATK - que posteriormente se sagraria campeão - por 3 a 2 no placar agregado.
Na temporada 2021-2022, integrou o recém-promovido Aris Limassol, do Chipre (fundado em 1930) e conseguiu levar a equipa à melhor classificação da sua história, classificando-se pela primeira vez para o play-off do título e conseguindo um lugar nas competições europeias também pela primeira vez na história do clube. 
No início de 2023, ingressou na comissão técnica do Football Club Midtjylland  na 1ª divisão da Dinamarca  com o desafio de se classificar para os playoffs pelo título da SuperLiga dinamarquesa e avançar de fase na Liga Europa.
O clube joga sua melhor temporada europeia de todos os tempos, ficando à frente da Lazio e do Sturm Graz na fase de grupos da Liga Europa e só saindo da competição nos playoffs eliminatórios contra o Sporting Clube . O FC Midtjylland termina a temporada 2022-23 obtendo novamente a classificação para uma competição da UEFA.
Em 25 de abril de 2023, Cuadrat foi anunciado como técnico do East Bengal, time da Superliga Indiana, onde assinou um contrato de dois anos a partir de 2023 . Ele é um dos técnicos mais bem-sucedidos da história do futebol de clubes indianos.
Em seu primeiro mês de trabalho, ele alcançou dois marcos históricos. Chegar à final da prestigiada Copa Durand depois de 19 anos sem fazê-lo, e vencer o clássico local contra o Mohun Bagan depois de mais de 4 anos e 9 jogos sem fazê-lo. Antes de terminar a primeira rodada da Superliga Indiana, Cuadrat já havia alcançado um terceiro recorde; o East Bengal FC registrou a maior vitória de sua história na Superliga Indiana (ISL), um triunfo por 5 a 0 sobre o NorthEast United FC. 
O dia 28 de janeiro de 2024, o East Bengal conquistou o seu primeiro título da Supercopa da Índia como campeão invicto sob a orientação de Cuadrat, encerrando um período de seca de troféus de 12 anos . A Brigada Vermelha e Dourada venceu o Odisha FC por 3-2 na prorrogação, no Estádio Kalinga, em Bhubaneshwar com um gol do brasileiro Cleiton Silva . 
Em março de 2025, Carles Cuadrat se juntou à equipe da seleção das Filipinas, conseguindo uma vitória por 4 a 1 sobre as Maldivas em sua estreia no primeiro dia do grupo de qualificação para a Copa das Nações da Ásia de 2027, a ser realizada na Arábia Saudita. 